# Bial
Bial (BIAL — Portela & Cª., S.A.)— крупнейшая португальская фармацевтическая компания. Штаб-квартира расположена в Сан-Мамеде-де-Коронаду, муниципалитет Трофа, округ Порту, Португалия.
Имеет представительства в Испании, Швейцарии, Италии, Мозамбике, Панаме, Кот-д'Ивуаре и в Республике Ангола.

## История
Компания Bial основана в 1924 году, когда Альваро Портела (Álvaro Portela) создал небольшую фармацевтическую лабораторию.
В 1929 году зарегистрирован первый бренд — препарат Benzo-Diacol, который принес компании известность.
В 1998 году Bial покупает испанскую Aristegui и образует BIAL Espanha — первое представительство
компании за рубежом.

## Руководство компании
1924—1962 — Альваро Портела (Álvaro Portela)
1962—1979 — Антонио Эмилио Портела (António Emílio Portela)
1979—2011 — Луис Портела (Luís Portela)
С 2011 года компанией руководит Антонио Портела (António Portela)

## Деятельность
В 2009 году занимала 9-е место по продажам лекарственных средств на португальском рынке среди всех мировых фармацевтических компаний.

В настоящее время компанией выпускаются следующие препараты:

- Barnix (Барнидипин)
- Bialfer (Сульфат железа + Фолиевая кислота)
- Bialfoli (Фолиевая кислота)
- Ciflot (Ципрофлоксацин)
- Difaterol Retard (Безафибрат)
- Hipertene (Имидаприл)
- Natifar (Йодид калия + фолиевая кислота + витамин B12)
- Natimed (Йодид калия + фолиевая кислота + витамин B12)
- Olfex Bucal (Будесонид)
- Ompranyt (Омепразол)
- Rinialer (Рупатадин)
- Yodafar (Йодид калия)
- Zebinix (Эсликарбазепин)
- Zenavan (Этофенамат)